# جيمس دبليو. دونبار
جيمس دبليو. دونبار هو سياسي أمريكي، ولد في 17 أكتوبر 1860 في نيو ألباني في الولايات المتحدة، وتوفي في 19 مايو 1943. نشط حزبياً في الحزب الجمهوري. وقد انتخب عضو مجلس النواب الأمريكي ‏.